# سنت لوئیس پارک (مینه‌سوتا)
سنت لوئیس پارک (به انگلیسی: St. Louis Park) شهری در شهرستان هنپین ایالت مینه‌سوتا در کشور ایالات متحده آمریکا است که جمعیت آن در سرشماری سال ۲۰۱۰ میلادی، ۴۵۲۵۰ نفر بوده‌است.